# Michael Kunzinger
Michael Kunzinger (* 15. August 1968 in Wien) ist ein österreichischer Mathematiker an der Fakultät für Mathematik der Universität Wien.
Kunzinger studierte Mathematik und Physik an der Universität Wien. Im Jahr 2003 erhielt er den Förderungspreis der Österreichischen Mathematischen Gesellschaft. Im Jahr 2004 gewann er den START-Preis des FWF (Fonds zur Förderung der wissenschaftlichen Forschung).
Kunzinger gehört der Arbeitsgruppe DIANA (= Differential Algebras and Nonlinear Analysis) an der Fakultät an, die sich mit nichtlinearen Theorien von verallgemeinerten Funktionen und ihren Anwendungen auf partielle Differentialgleichungen und mathematische Physik beschäftigt.

## Schriften (Auswahl)
- mit Michael Grosser, Michael Oberguggenberger und Roland Steinbauer: Geometric Theory of Generalized Functions with Applications to General Relativity, Mathematics and its Applications Bd. 537, Kluwer, 2001, ISBN  978-1-4020-0145-1
- Barrelledness, Baire-like and (LF)-Spaces, Pitman Research Notes in Mathematics Bd. 298, Longman, Harlow 1993, ISBN 0-582-23745-9